# ベイト・ノワール
『ベイト・ノワール』（Bête Noire）は、イングランドのロック・ミュージシャンのブライアン・フェリーが1987年に発表した7作目のソロ・アルバムである。

## 解説

### 経
フェリーは1985年、総勢30人ものミュージシャンを迎えて2年の歳月をかけて制作したアルバム『ボーイズ・アンド・ガールズ』を発表し、7月にはライヴ・エイドに出演した。彼はツアーを行なわなかったが、『ボーイズ・アンド・ガールズ』は全英アルバムチャートで1位を2週間記録し、チャートに10か月もの間留まった。また1986年4月に発表された2枚組編集アルバム『ストリート・ライフ (20グレート・ヒッツ)』は1位を5週間記録し、チャートに77週間留まった。
1986年、映画『レジェンド/光と闇の伝説』のアメリカ公開版の主題歌「イズ・ユア・ラヴ・ストロング・イナフ？」が全英シングルチャートで最高位22位を記録した。またナイル・ロジャーズとの共作「ヘルプ・ミー」がアメリカ映画『ザ・フライ』に使用された。
同年、彼はロキシー・ミュージックのデビュー以来所属してきたEGレコードに対して、1987年3月にレコ―ディング契約が終了するので自分には新作を他のレコード会社から発表する権利がある、と主張した。同年7月、EGレコードは、フェリーがアメリカとカナダで自分のアルバムを独占販売する権利をEGに与えるという15年契約に違反しているとして訴訟を起こした。フェリーはそれまで15年間のマネージャーだったEGのマーク・フェンウィックを解任して、新しいマネージメントの下で本作を制作した。レコ―ディングは主にパリで行なわれ、マドンナの作品で知られるパトリック・レナードがチェスター・ケイメンと共同でプロデュースを担当し、40人以上ものミュージシャンが参加した。新しいマネージャーのエド・ブリックネルにより、本作はヴァージン・レコードから発表された。

### 内容
前作『ボーイズ・アンド・ガールズ』と同様に、オリジナルの新曲のみで構成されている。収録曲9曲のうち2曲がフェリーの単独作で、残りは5曲がプロデューサーのレナード、1曲がザ・スミスのジョニー・マー、1曲がプロデューサーのケイメンと参加ミュージシャンのガイ・プラットとの共作である。
マーとの共作「ザ・ライト・スタッフ」はシングルカットされて同年10月に全英シングルチャートで最高位37位を記録した。本作は11月に英国アルバムチャートで最高位9位を記録し、ロキシー・ミュージックの最後のアルバム『アヴァロン』（1982年、最高位1位）、前作『ボーイズ・アンド・ガールズ』（最高位1位）ほどの成功は得なかった。
1988年2月にシングルカットされた「キッス・アンド・テル」はアメリカ映画『再会の街/ブライトライツ・ビッグシティ』（同年4月公開）に使用された。

## 収録曲

### オリジナルLP
| #         | タイトル                               | 作詞・作曲                   | 時間  |
| --------- | -------------------------------------- | ---------------------------- | ----- |
| 1.        | 「リンボー Limbo」                     | Bryan Ferry, Patrick Leonard | 5:00  |
| 2.        | 「キッス・アンド・テル Kiss and Tell」 | Ferry                        | 4:57  |
| 3.        | 「ニュー・タウン New Town」            | Ferry                        | 4:50  |
| 4.        | 「デイ・フォー・ナイト Day for Night」 | Ferry, Leonard               | 5:35  |
| 5.        | 「ザンバ Zamba」                       | Ferry, Leonard               | 3:00  |
| 合計時間: | 合計時間:                              | 合計時間:                    | 23:22 |

| #         | タイトル                                              | 作詞・作曲                      | 時間  |
| --------- | ----------------------------------------------------- | ------------------------------- | ----- |
| 1.        | 「ザ・ライト・スタッフ The Right Stuff」              | Ferry, Johnny Marr              | 4:25  |
| 2.        | 「セブン・デッドリー・シンズ Seven Deadly Sins」      | Ferry, Chester Kamen, Guy Pratt | 5:10  |
| 3.        | 「ザ・ネーム・オブ・ザ・ゲーム The Name of the Game」 | Ferry, Leonard                  | 5:28  |
| 4.        | 「ベイト・ノワール Bête Noire」                       | Ferry, Leonard                  | 4:53  |
| 合計時間: | 合計時間:                                             | 合計時間:                       | 19:56 |

### CD
| #         | タイトル                                              | 作詞・作曲                      | 時間  |
| --------- | ----------------------------------------------------- | ------------------------------- | ----- |
| 1.        | 「リンボー Limbo」                                    | Bryan Ferry, Patrick Leonard    | 5:00  |
| 2.        | 「キッス・アンド・テル Kiss and Tell」                | Ferry                           | 4:57  |
| 3.        | 「ニュー・タウン New Town」                           | Ferry                           | 4:50  |
| 4.        | 「デイ・フォー・ナイト Day for Night」                | Ferry, Leonard                  | 5:35  |
| 5.        | 「ザンバ Zamba」                                      | Ferry, Leonard                  | 3:00  |
| 6.        | 「ザ・ライト・スタッフ The Right Stuff」              | Ferry, Johnny Marr              | 4:25  |
| 7.        | 「セブン・デッドリー・シンズ Seven Deadly Sins」      | Ferry, Chester Kamen, Guy Pratt | 5:10  |
| 8.        | 「ザ・ネーム・オブ・ザ・ゲーム The Name of the Game」 | Ferry, Leonard                  | 5:28  |
| 9.        | 「ベイト・ノワール Bête Noire」                       | Ferry, Leonard                  | 4:53  |
| 合計時間: | 合計時間:                                             | 合計時間:                       | 43:18 |

## 参加メンバー
40人を超える参加ミュージシャンの名前は名字のアルファベット順に列記されており、各々が演奏した楽器名と収録曲名は記載されていない。
Vive la Resistance:
Mario Abramovich, Tawatha Agee, Michael Blum, Stuart Breed, Vinnie Colaiuta, Michelle Cobbs, Paulinho da Costa, Diamond Art, Rhett Davies, Simon Draper, Yanick Étienne, Siedah Garrett, David Gilmour, Hilton Sound, Neil Hubbard, Dann Huff, Paul Jarvis, Paul Johnson, Chester Kamen, Abraham Laboriel, Patrick Leonard, José Libertella, Julie Losch, Brian Loucks, Jimmy Maelen, Johnny Marr, Marcus Miller, Andy Newmark, Courtney Pine, Guy Pratt, Andrew Reid, John Robinson, Bill Ruppert, Albert Sanchez, Skyline, Luis Stazo, Alistair Thain, Fonzi Thornton, Michael Verdick, Lenny Waronker, David Williams
- Engineered by Steve Jackson, Kevin Killen, and Ian Eales
- Mixed by Alan Meyerson and Bruce Lampcov
- Mastered by Robert C. Ludwig
- Produced by Patrick Leonard and Bryan Ferry
- Produced by Patrick Leonard, Chester Kamen and Bryan Ferry
- Executive Producer: Simon Puxley
- Directed by Bryan Ferry

## ツアー
本作発表後、フェリーは1988年から1989年にかけて、ロキシー・ミュージックの最後のツアー以来になる約5年ぶりのツアーを行なった。フェリー以外のメンバーはアンディ・ニューマーク（ドラムス）、ジェフ・サル（ギター）、ニール・ハバード（ギター）、ルイコ・ホッパー（ベース）、クリフォード・カーター（キーボード）、スティーヴ・スケールズ（パーカッション）、エドナ・ホルト（ヴォーカル）、ミシェル・コブス（ヴォーカル）、ヤニック・エティエンヌ（ヴォーカル）。1988年10月には、ソロとして2度目の日本公演を行なった。
1989年、ヨーロッパでのコンサートの模様を収録したVHS"New Town"が発表され、2008年にDVD"The Bête Noire Tour"として再発された。